# ايرسبرينت
ايرسبرينت (بالإنجليزية: AirSprint)‏ هي شركة كندية تقدم الملكية الجزئية وإدارة طائرات رجال الأعمال الخاصة. تأسست في عام 2000 كأول شركة ملكية جزئية للطائرات في كندا من قبل جودسون ماكور. واليوم، تشغل ايرسبرينت أصغر أسطول من الطائرات الجزئية الملكية في أمريكا الشمالية وهي أحد مزودو للطائرات جزئية الملكية في كندا. في عام 2017، كانت ايرسبرينت شركة الطيران الجزئي الأسرع نموًا على مستوى العالم.    

## الأسطول

إزالة الجليد من AirSprint Legacy 450 في YEG

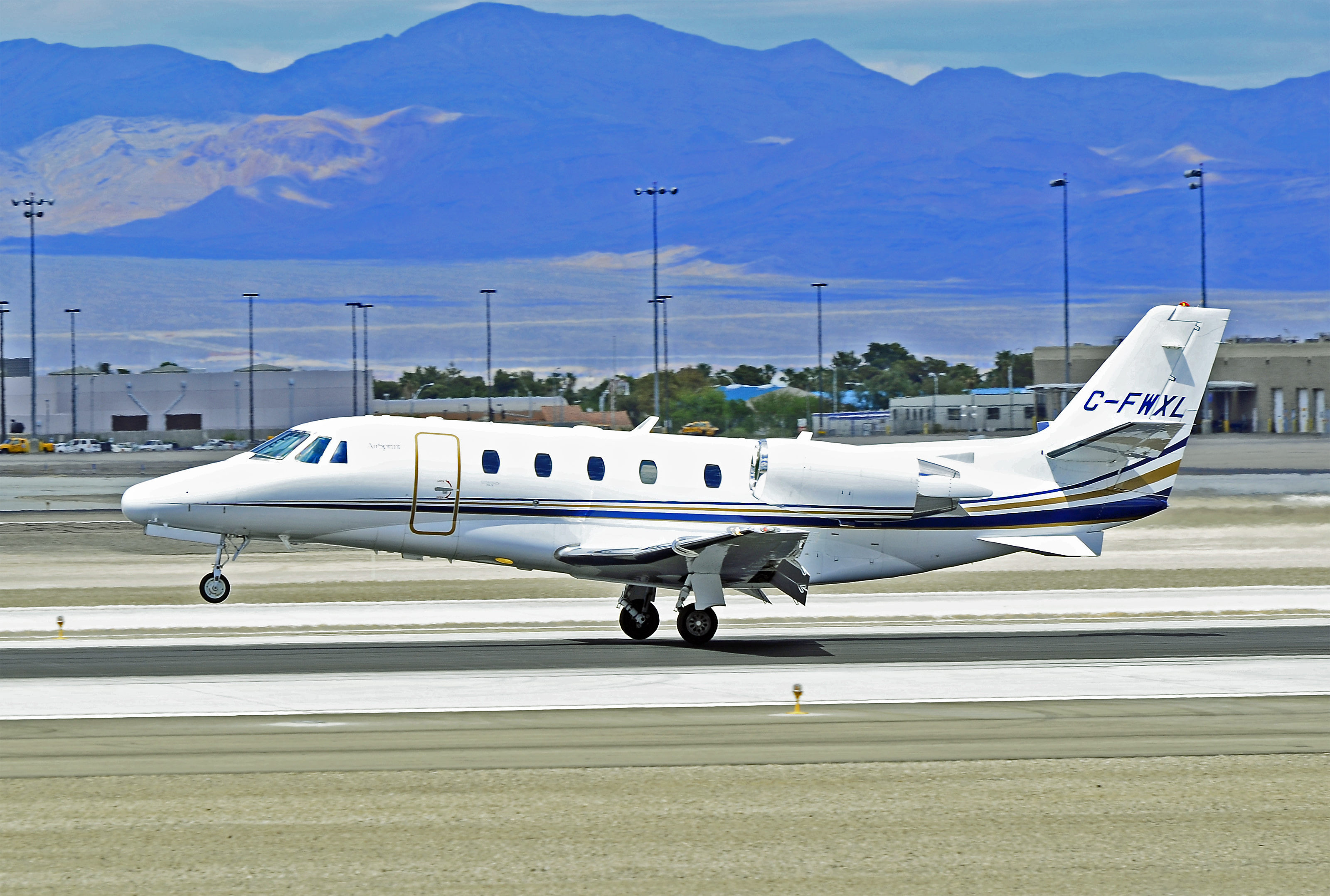
مملوكة سابقًا لـ Cessna 560XL في مطار ماكاران الدولي

يتكون أسطول اير سبرينت من الطائرات التالية (اعتبارًا من يناير 2022):

## رَوابط خَارجيَّة
- موقع ويب AirSprint